# Puebla de Arenoso
Puebla de Arenoso – gmina w Hiszpanii, w prowincji Castellón, we wspólnocie autonomicznej Walencja, o powierzchni 42,53 km². W 2011 roku liczyła 174 mieszkańców.